# Prada tendre

Prada tendre est un parfum de Miuccia Prada élaboré en collaboration avec la société Laboratoire Monique Rémy et orchestré par deux parfumeurs de la société-mère IFF, Carlos Benaïm et Clément Gavarry. 
Ce parfum est inspiré par le parfum Ambre de Prada, et comprend les fragrances suivantes : du patchouli « nettoyé », du labdanum chaud et liquoreux épicé de cardamome, du benjoin, du bois de santal, du cèdre, basilic, citron, mandarine, divers citrus adoucis de fleur d'oranger, des feuilles de maté, du jasmin sambac et du vétiver.